# Jaguar 420
O Jaguar 420 e seu equivalente Daimler Sovereign foram apresentados no Salão Automóvel de Londres de outubro de 1966 e produzidos durante dois anos como a expressão máxima de uma série de "sedãs esportivos compactos" oferecidos pela Jaguar ao longo daquela década, todos compartilhando a mesma distância entre eixos. Desenvolvido a partir do Jaguar S-Type, o 420 custava cerca de £ 200 a mais do que aquele modelo e efetivamente acabou com o interesse do comprador nele, embora o S-Type continuasse a ser vendido junto com o 420/Sovereign até que ambos foram suplantados pelo Jaguar XJ6 no final de 1968.